# The Time Trap
"The Time Trap" és el dotzè episodi de la primera temporada de la sèrie de televisió animada de ciència-ficció estatunidenca Star Trek. Es va emetre per primera vegada a la programació de l'NBC dissabte al matí el 24 de novembre de 1973, i va ser escrita per l'actriu i guionista estatunidenca Joyce Perry.
En aquest episodi, el capità Kirk ha de cooperar amb els klíngons desconfiats per escapar d'un "Mar dels Sargassos" de naus estel·lars mortes.
L'episodi presenta el primer exemple d'una nau de la Flota Estelar que no sigui una nau de classe Constitution: l'USS Bonaventure, que es diu que és la "primera nau que té instal·lat el motor de curvatura" a l'episodi. Mai es fa referència a la nau al Star Trek d'imatge real, tot i que és el nom de la nau de Zefram Cochrane a la novel·la no canònica Federation de Judith i Garfield Reeves-Stevens.

## Argument
En data estel·lar 5267.2, mentre explorava el Triangle del Delta, on han desaparegut moltes naus estel·lars, la  nau estel·lar de la Federació L'empresa és atacada per diversos vaixells klíngons. Durant la batalla queden atrapats en una tempesta d'ions. L' Enterprise i un creuer de batalla klíngon es veuen arrossegats en un vòrtex espai-temps i acaben en una dimensió atemporal en el que es podria anomenar un cementiri per a vaixells espacials. El capità Kirk i la seva tripulació estan sorpresos al descobrir "que els descendents de les tripulacions d'aquests diferents vaixells encara són vius" i han format un govern, anomenant-se "El Consell Elisi".
La tripulació descobreix que la deformació del temps anirà desintegrant gradualment els cristalls de diliti de l' Enterprise. El seu únic mitjà d'escapar és enllaçar el seu vaixell amb els klíngons i el seu comandant Kor i intentar sortir del vòrtex.

## Càsting
En aquest episodi, l'actor James Doohan fa la veu del personatge Kor. L'actor que normalment interpretava a Kor, John Colicos, no estava disponible.

## Recepció
En el seu llibre TrekNavigator: The Ultimate Review Guide to the Entire Trek Saga, Mark A. Altman i Ed Gross van comentar que si bé el tema del "Triangle de l'espai de les Bermudes" és una mica fantasiós, "la cooperació resultant entre els klíngons i l' Enterprise està ben feta". No obstant això, van jutjar que el treball de Nichelle Nichols i James Doohan en diversos papers no era satisfactori, i van trobar que la traïció dels Klíngon era previsible.
El 2017, Tor.com va puntuar aquest episodi amb un 5 sobre 10, assenyalant que Nichelle Nichols dóna veu a tres personatges i l'aparició de personatges i naus espacials klingons.